# Katastrofa
Riječ katastrofa potječe iz grčkog jezika i znači "postaviti naglavce". Prvobitno se upotrebljavala da bi opisala rasplet, ili klimaks dramske radnje neke kazališne izvedbe, a po obilježju je mogla biti ili sretna ili tužna.
U komediji, klimaks je sretan završetak. Nakon cijele bujice nesporazuma i patnji, iznenada se sve potpuno obrće kad se ljubavnici odjednom pomire i sjedine. Katastrofa komedije je, dakle, zagrljaj ili vjenčanje. U tragediji je klimaks tužan završetak. Nakon beskrajne borbe, sve se potpuno izvrće kad junak otkriva da su ga pobijedile sudbina i okolnosti. Katastrofa tragedije je, dakle, smrt junaka.
Budući da se tragedije obično doimlju dublje od komedija i jače urezuju u pamćenje, riječ "katastrofa" počela se povezivati više s tragičnim nego sa sretnim završetkom. U skladu s tim, njome se danas opisuje svaki konačni završetak kobne ili katastrofalne prirode.

## Podjela katastrofa
Znanstvenici su podijelili katastrofe u pet kategorija s obzirom na opseg njihovih učinaka u odnosu na ljudsku vrstu, Zemlju i svemir.
U prvom redu, cijeli svemir mogao bi toliko promijeniti svoje karakteristike da bi postao nenastanjiv. Kad bi svemir postao poguban i kad nigdje u njemu ne bi mogao postojati život, tada ni čovječanstvo ne bi moglo postojati. To bismo mogli nazvati "katastrofom prve vrste".
Naravno, nije potrebno uključiti cijeli svemir u nešto što bi dostajalo da se izazove kraj čovječanstva. Svemir bi mogao biti jednako dobroćudan kao i sada, a ipak bi se nešto moglo dogoditi Suncu zbog čega bi Sunčev sustav postao nepodoban za nastavanje. U tom bi slučaju mogao prestati život ljudskoga roda iako bi sav ostali svemir i dalje postojao mirno i bez smetnji. To bi bila "katastrofa druge vrste".
I dakako, iako bi Sunce moglo i dalje sjati jednoliko i dobrohotno kao uvijek, sama bi Zemlja mogla doživjeti neku vrstu potresa koji bi onemogućio život na njoj. U tom bi slučaju ljudski život mogao prestati čak i kad bi Sunčev sistem nastavio kolotečinom kruženja i obrtanja. To bi bila "katastrofa treće vrste".
I makar bi Zemlja mogla ostati topla i ugodna, nešto bi se moglo dogoditi na njoj što bi uništilo ljudski život, ali ne pogađajući neke druge oblike života. U tom bi se slučaju evolucija mogla nastaviti i Zemlja bi, s modificiranim oblikom života, mogla napredovati — ali bez nas. To bi bila "katastrofa četvrte vrste".
Mogli bismo ići i korak dalje te istaći mogućnost da ljudski život i dalje postoji, ali da bi se moglo nešto dogoditi što bi uništilo civilizaciju, prekidajući korak tehnološkog napretka i osuđujući ljudski rod na primitivan život — osamljen, siromašan, težak, surov i kratak — kroz neko neodređeno razdoblje. To bi bila "katastrofa pete vrste".

## Katastrofizam
Sadržaji mitova često pričaju o svesvjetskim propastima koje okončavaju sav ili gotovo sav život. Vrlo je vjerojatno da su one izrasle iz nesreća manjega opsega koje su preuveličane u sjećanju i koje su doživjele nova preuveličavanja u legendi. 
Najranije su civilizacije, na primjer, niknule u riječnim dolinama, a riječne doline povremeno su izložene katastrofalnim poplavama. Osobito teška poplava koja odnosi cijelo područje s kojim su stanovnici bili upoznati (a narodi prvobitnih civilizacija imali su samo ograničenu predodžbu o domašaju Zemlje) za njih bi predstavljala svesvjetsku destrukciju.
Stari Sumerani koji su nastavali dolinu Eufrata i Tigrisa, u današnjem Iraku, čini se da su doživjeli osobito tešku poplavu oko 2800. godine prije Krista. Događaj je bio tako impresivan i toliko je potresao njihov svijet da su nakon toga datirali zbivanja kao "prije Poplave" i "poslije Poplave".
Napokon je nastala sumerska legenda o Potopu, legenda sadržana u najstarijem poznatom epu na svijetu, epu o Gilgamešu, kralju sumerskoga grada Uruka. U svojim pustolovinama on nailazi na Ut-Napištima čija je obitelj jedina preživjela Potop u velikom brodu što ga je on sagradio.
Ep bijaše vrlo popularan te se proširio izvan granica sumerske kulture i onih kultura koje su slijedile u dolini Eufrata i Tigrisa. Dopro je do Hebreja i vjerojatno do Grka. I jedni i drugi su kazivanje o Potopu uklopili u svoje mitove o postanku Zemlje. Verzija koja je najbolje poznata nama jest, naravno, biblijska priča kako je ispričana u Knjizi postanka, od šestog do devetog poglavlja. Priča o Noi i njegovoj arci suviše je dobro poznata da bi je ovdje trebalo ponavljati.
Kroz mnoga su stoljeća svi Židovi i kršćani prihvaćali događaje iz Biblije kao nadahnutu riječ Božju i, prema tome, kao nepatvorenu istinu. S uvjerenjem se držalo da doista, negdje u trećem mileniju prije nove ere, bijaše svjetski potop koji je uništio zbiljski sav kopneni život.
To je predodredilo pretpostavke znanstvenika o tome da su različiti znakovi promjene koju su otkrili u Zemljinoj kori posljedica silne kataklizme planetarnog Potopa. Kad se činjaše da je Potop nedostatan uzrok svim promjenama, rado se zaključivalo da su se u periodičnim razmacima zbivale druge katastrofe. Takvo se vjerovanje naziva "katastrofizmom". Ispravno tumačenje fosilnih ostataka izumrlih vrsta i dedukcija procesa evolucije bili su odgođeni zbog premisa katastrofizma. Švicarski prirodoslovac Charles Bonnet (1720— 93), na primjer, držao je da su fosili doista bili ostaci izumrlih vrsta koje su nekad živjele, ali vjerovao je da su one izumrle u nekoj od planetarnih katastrofa koje su periodički zahvaćale svijet. Među njima je Noin Potop bio tek posljednja. Nakon svake katastrofe, sjemenje i drugi ostaci predkatastrofskoga života razvijahu se u nove i više oblike. Bijaše to kao da je Zemlja ploča škriljevca, a život poruka koja se stalno brisala i ponovno upisivala.
To je shvaćanje razvio francuski anatom barun Georges Cuvier (1769—1832), koji je zaključio da bi četiri katastrofe, posljednja među njima Potop, objasnile fosile. No kako se otkrivalo sve više i više fosila, uvidjelo se da je bilo potrebno sve više i više katastrofa koje su zatirale jedne fosile i otvarale put drugima. Godine 1849. Cuvierov je učenik Alcide d'Orbignv (1802—57) zaključio da je bilo potrebno ne manje od dvadeset sedam katastrofa.
D'Orbignv bijaše zadnji izdisaj katastrofizma u glavnoj struji znanosti. Što se, zapravo, otkrivalo više i više fosila i što se povijest prošlog života uobličavala sa sve više pojedinosti, postalo je jasno da nije bilo katastrofa Bonnet-Cuvierova tipa.
U povijesti Zemlje bilo je velikih nedaća i njihov je utjecaj na život bio dramatičan, kao što ćemo vidjeti, ali nije se zbila nijedna katastrofa takve vrste koja bi okončala život i nagnala ga da započne snova. Ma gdje povukli crtu i rekli, "Tu je katastrofa", uvijek se može naći velik broj vrsta koje su živjele kroz cijelo to razdoblje ne mijenjajući se i ne pretrpjevši nikakva štetnoga djelovanja.
Život je nedvojbeno stalan i ni u jednom vremenu otkako je nastao, prije više od tri milijarde godina, ne postoji jasan znak potpunoga njegova prekida. Svakog trenutka u cijelom tom razdoblju čini se da su Zemlju nastavala živa bića u bogatu obilju.
Godine 1859, samo deset godina nakon d'Orbignvjeve natuknice engleski prirodoslovac Charles Robert Darwin (1809—82) objavio je knjigu On the Origin of Species by Means of Natural Selection (O porijeklu vrsta pomoću prirodne selekcije). To je prethodilo onome što obično nazivamo "teorijom evolucije", a pretpostavilo je polagano mijenjanje vrsta u toku eona, bez katastrofe i obnavljanja. U početku se javio snažan otpor onih koje je skandalizirao način na koji je to bilo u kontradikciji s postavkama Geneze, ali novo je shvaćanje pobijedilo.
Čak i danas, ogroman broj ljudi vezanih za doslovno tumačenje Biblije i potpuno nesvjesnih znanstvenih dokaza, ostaje, zbog neznanja, protivnikom pojma evolucije. Ipak, nema znanstvene dvojbe da je evolucija činjenica, iako ostaje dovoljno prostora za raspre o točnim mehanizmima koji su je proveli. I uz to, priča o Potopu i glad mnogih ljudi za dramatičnim kazivanjima održavaju živim pojam katastrofizma ove ili one vrste, izvan granica znanosti.

### Zablude
Postoje i drugi primjeri katastrofizma koji privlače neuke. Na primjer, svaka tvrdnja da se Zemlja povremeno iznenada obrće tako da polarni predjeli postaju umjerenima ili tropskim, nalazi na povodljive uši. Na taj se način može objasniti zašto su se, kako se čini, neki sibirski mamuti tako nenadano zamrzli. Nije dovoljno pretpostaviti da su mamuti učinili nešto vrlo jednostavno — da su upali u pukotinu ledenjaka ili močvaru koja se počela smrzavati. Štoviše, čak i da se Zemlja obrnula, tropsko područje ne bi se smjesta zamrzio. Za gubitak topline hoće se vremena. Ako se kućna peć odjednom ugasi hladnog zimskog dana, prije no što se temperatura u kući spusti do smrzavanja proći će zamjetan vremenski interval.
Osim toga, posve je nevjerojatno da bi se Zemlja preokrenula. Postoji ekvatorijalna izbočina kao posljedica Zemljine rotacije, i zbog nje se Zemlja ponaša poput divovskoga žiroskopa. Mehanički zakoni koji upravljaju kretanjem žiroskopa savršeno su dobro poznati, a količina energije potrebna da bi prouzročila preokretanje Zemlje je ogromna. Za tu energiju ne postoji nikakav izvor, osim upadanja nekog planetarnog objekta izvana, a o njemu, nije bilo nikakva znaka u posljednje četiri milijarde godina, niti ima neke vjerojatne mogućnosti u predvidivoj budućnosti.

## Vanjske poveznice

### Sestrinski projekti
|  | Zajednički poslužitelj ima još gradiva o temi katastrofe |

### Mrežna mjesta
- LZMK / Hrvatska enciklopedija: katastrofa
- LZMK / Hrvatska enciklopedija: ekološka katastrofa